# Eric Sykes
Eric Sykes (4. maj 1923 – 4. juli 2012) var en engelsk skuespiller og komiker. Han var kendt for at lægge stemme til Trumpet og Løven fra Teletubbies.

## Filmografi (i udvalg)
- 2001 The Others
- 2005 Harry Potter og Flammernes Pokal